# Спасский сельсовет (Тамбовская область)
Спасский сельсове́т — сельское поселение в Староюрьевском районе Тамбовской области.
Административный центр — село Спасское.

## Население
| 2010 | 2012 | 2013 | 2014 | 2015 | 2016 | 2017 |
| ---- | ---- | ---- | ---- | ---- | ---- | ---- |
| 735  | ↘714 | ↘694 | ↘672 | ↘669 | ↘649 | ↘640 |
| 2018 | 2019 | 2020 | 2021 |      |      |      |
| ↘605 | ↘600 | ↘598 | ↘594 |      |      |      |

## Состав поселения
| № | Населённый пункт   | Тип населённого пункта       | Население |
| - | ------------------ | ---------------------------- | --------- |
| 1 | Елизаветино        | деревня                      | 71        |
| 2 | Златоустово        | село                         | 21        |
| 3 | Развалы            | деревня                      | 6         |
| 4 | Скобелевка         | деревня                      | 191       |
| 5 | Спасское           | село, административный центр | 320       |
| 6 | Троицко-Ивановское | село                         | 126       |